# Mount Summerson
Mount Summerson är ett berg i Antarktis. Det ligger i Östantarktis. Australien gör anspråk på området. Toppen på Mount Summerson är 2 310 meter över havet.
Terrängen runt Mount Summerson är kuperad söderut, men norrut är den platt. Trakten är obefolkad. Det finns inga samhällen i närheten.